# 40 (tal)
Uppslagsordet ”XL” leder hit. XL är även en klädstorlek.
40 (fyrtio (fil)) är det naturliga talet som följer 39 och som följs av 41.
En 40-dagarsperiod heter på franska quarantaine och har gett namn på isolering från smitta, karantän, på svenska.
Talet 40 har/hade en symbolisk betydelse som "många" i flera av mellanösterns kulturer och berättartraditioner och behöver därför i dessa sammanhang inte tolkas exakt. Exempel på detta är berättelserna om syndafloden, när det regnade i 40 dagar och 40 nätter, Mose, som ledde Israels folk 40 år genom öknen, Jesus, som fastade i 40 dagar, och Ali Baba och de 40 rövarna i Tusen och en natt.
- Det är Rumäniens Landsnummer.

## Inom matematiken
- 40 är ett jämnt tal.
- 40 är ett ymnigt tal
- 40 är ett oktogontal
- 40 är ett centrerat tridekagontal
- 40 är ett pentagonalt pyramidtal
- 40 är ett Harshadtal
- 40 är ett Praktiskt tal.
- 40 är ett palindromtal i det ternära talsystemet.

## Inom vetenskapen
- Zirkonium, atomnummer 40
- 40 Harmonia, en asteroid
- M40, dubbelstjärna i Stora björnen, Messiers katalog